# Tesoro de Martínivka
El Tesoro de Martínivka (en ucraniano: Мартинівський скарб, romanizado: Martynivsky skarb) es un tesoro que consta de 116 artículos de plata (que pesan alrededor de 3,3 kg) encontrado en 1909, en el pueblo de Martínivka del óblast de Cherkasy, Ucrania. El tesoro data aproximadamente en los siglos VI-VII d. C., y se conserva actualmente en el Museo Nacional de Historia de Ucrania (Kiev) y en el Museo Británico (Londres).

## El hallazgo
El tesoro se encontró en el pueblo de Martínivka en 1909 y los historiadores han propuesto diferentes teorías sobre la cultura a la que podría haber pertenecido este tesoro. La hipótesis más popular relaciona este tesoro con la cultura Penkovka de los Antes.  
Se conocen más de 20 tesoros de este tipo en la región de Ucrania del Dniéper, y el ocultamiento masivo de tesoros indica la destrucción de la asociación social a la que estaban asociados. Esto podría haber sido el resultado de un ataque de los protobúlgaros o de los jázaros. 

## Piezas
El material de los artículos es plata de ley 400-900 de distintos orígenes. El tesoro incluye cuatro figuras antropomorfas de plata de "hombres bailarines" (algunas fuentes se refieren a ellos como "extraterrestres" por su apariencia inusual ), cinco figuras de animales, tres fíbulas, un broche con una cabeza radiante, seis brazaletes, tiaras, pendientes, anillos para el cuello, hebillas, cinturones y arneses para caballos. A veces se considera que el estilo de las figurillas está influenciado por el arte de los hunos, los búlgaros del Volga, los ávaros o los bizantinos.

## Galería

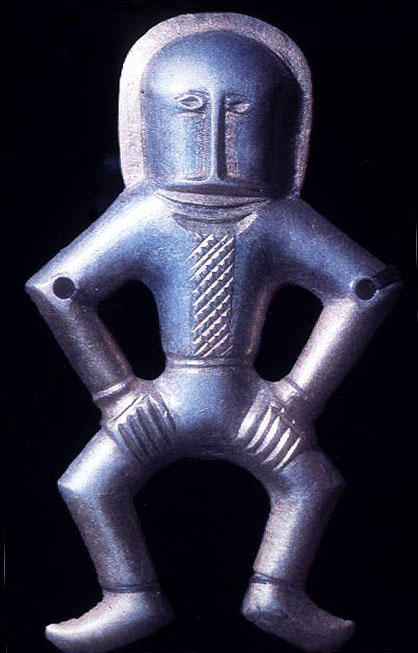
Figuras antropomorfa
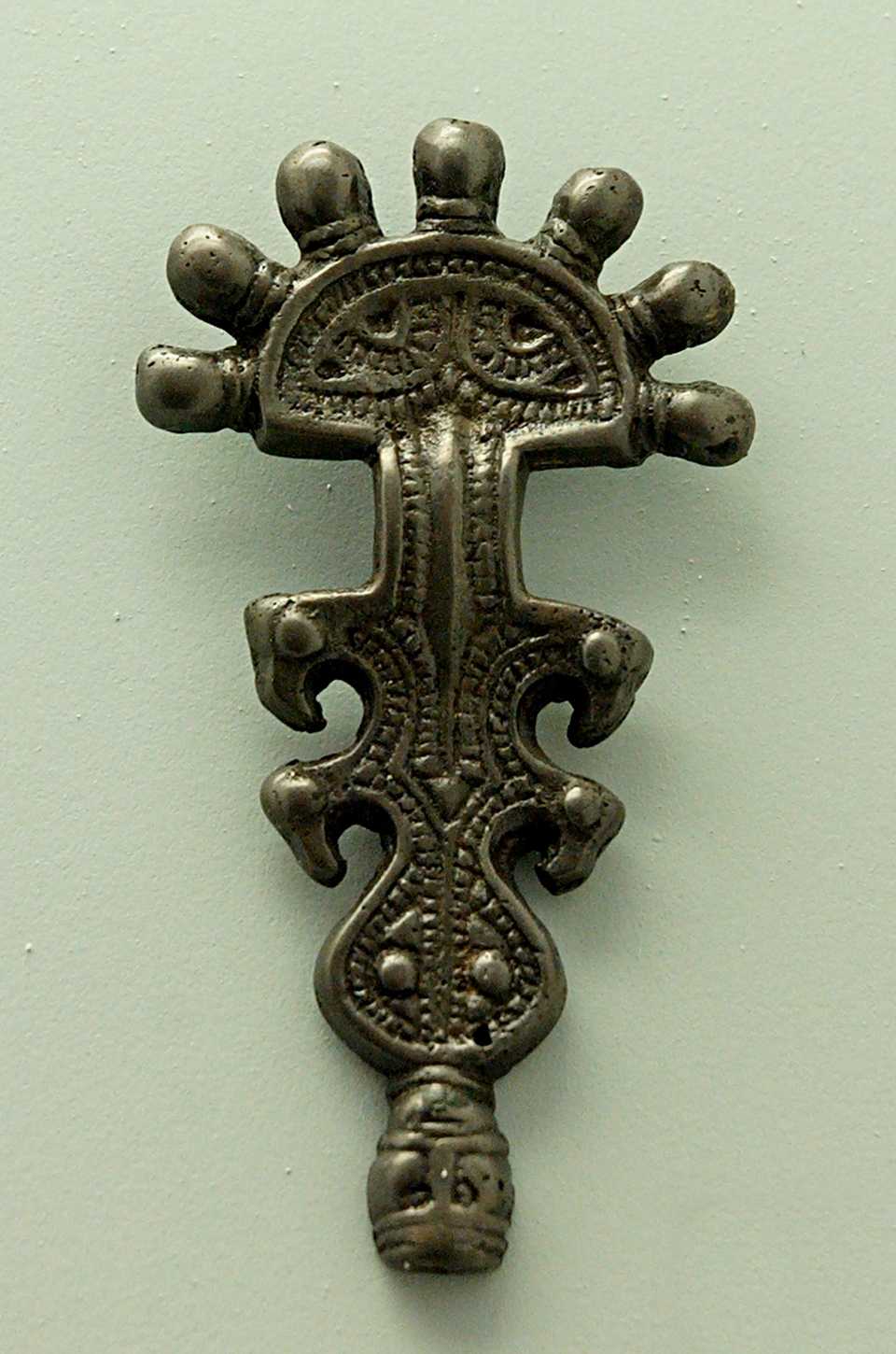
Fíbula